# 라인 에디터
컴퓨팅에서 라인 에디터(line editor)는 각 편집 명령을 사용자가 지정한 텍스트의 줄 하나씩 적용시키는 문서 편집기를 말한다. 라인 에디터는 화면 기반 텍스트 편집기로 거슬러 올라가며 컴퓨터 조작자가 일반적으로 전신 인자기(특히 비디오 디스플레이가 없고 문서 내에서 상호작용적으로 커서를 이동시킬 수 없는 자판이 있는 프린터)와 상호작용하였던 시기에서 기원한다. 라인 에디터는 수많은 가정용 컴퓨터의 한 기능이기도 했으며 메모리를 많이 쓰는 전체 화면 편집기의 필요성을 없애주었다.
초기의 라인 에디터에는 Colossal Typewriter, Expensive Typewriter, QED가 있다. 이 셋 모두 유닉스의 출현 시기로 거슬러 올라간다. 앞의 2개는 DEC PDP-1에서 동작하였고 후자는 유니시스 제품이었다. 수많은 라인 에디터들이 유닉스와 리눅스에 포함되었다: ed는 표준 유닉스 편집기로 간주되었지만 ex는 이를 확장하여 더 많은 기능을 갖추고 있으며 sed는 셸 스크립트의 일부로서 패턴 기반 텍스트 편집을 위해 작성되었다. GNU readline은 라이브러리로 구현된 라인 에디터이며 Bash와 같은 수많은 프로그램에 통합되었다. IBM PC 처음 10년 동안 도스에 제공된 유일한 편집기는 Edlin 라인 에디터이다.

## 같이 보기
- ed
- GNU readline